# 8 Zapasowy Batalion Artylerii
8 Zapasowy Batalion Artylerii (niem. Artillerie-Ersatz-Abteilung 8) – jeden z niemieckich batalionów artylerii okresu III Rzeszy.
Został sformowany 27 sierpnia 1939 w Opawie (Troppau) w Okręgu Wojskowym VIII (Wehrkreis VIII) jako zapasowy batalion artylerii lekkiej. Został przyporządkowany 168 Dywizji, a jeszcze w tym samym roku 148 Dywizji.
3 stycznia 1940 batalion został przeniesiony do garnizonu Bielsko również w Okręgu Wojskowym VIII, zaś w grudniu 1940 do Metzu w Okręgu Wojskowym XII.
1 października 1942 batalion podzielono na 8 Zapasowy Batalion Artylerii (Artillerie-Ersatz-Abteilung 8) i 8 Rezerwowy Batalion Artylerii (Reserve-Artillerie-Abteilung 8). Od tego czasu 8 Zapasowy Batalion Artylerii podlegał Dywizji Metz, zaś 8 Rezerwowy Batalion Artylerii - 148 Dywizji Rezerwowej (148. Reserve-Division) i wysłany do Auch w południowo-zachodniej Francji.
Pod koniec października 1942 1 bateria 8 Zapasowego Batalionu Artylerii została wykorzystana do sformowania 213 Rezerwowego Batalionu Artylerii (Artillerie-Ersatz-Abteilung 213).
Od grudnia 1942 8 Zapasowy Batalion Artylerii stacjonował w Chorzowie (Königshütte) i podlegał 432 Dywizji.
Od 21 kwietnia do 30 maja 1943 jednym z żołnierzy 8 Zapasowego Batalionu Artylerii był Polak Karol Semik, działacz spółdzielczy ze Śląska Cieszyńskiego, przymusowo wcielony do Wehrmachtu, który zbiegł w 1943 do PSZ na Zachodzie.